# Mont Hōman
Le mont Hōman (宝満山, Hōman-zan) est une montagne située sur la frontière entre les villes de Dazaifu et Chikushino dans la préfecture de Fukuoka au Japon. Son altitude est de 829 m.
C'est un important centre pour la pratique du shugendo et un site réputé pour l'escalade.